# Eumenes fraternus
Eumenes fraternus (лат.) — вид одиночных ос из семейства Vespidae.

## Распространение
Встречаются в Северной Америке: Канада, США. Летают с апреля по ноябрь. Предпочитают поляны, кустарниковые участки и лесные опушки.

## Описание
Длина переднего крыла самок 10—12,5 мм, а у самцов — 8—10,5 мм. Окраска тела в основном чёрная с жёлтыми отметинами. Гнёзда строят на ветвях растений.

## Биология
Самка строит из грязи небольшое гнездо в форме горшочка, откладывает туда яйца и помещает живую гусеницу для питания личинок. Имаго питаются, главным образом, нектаром на цветах, но могут также использовать пыльцу с высоким содержанием белка.